# Tattoo (Jordin Sparks)
Tattoo è il primo singolo estratto dal primo album della vincitrice della sesta edizione di American Idol Jordin Sparks. La canzone è stata certificata platino negli Stati Uniti.

## Video musicale
La première del video è stata fatta il giorno 1º novembre su Yahoo! Music.
Nel video compare anche il secondo classificato alla sesta edizione di American Idol, Blake Lewis.

## Cronologia rilascio
| Nazione     | Data              | Formati                                | Etichetta |
| ----------- | ----------------- | -------------------------------------- | --------- |
| Stati Uniti | 27 agosto 2007    | Radio                                  | Jive      |
| Stati Uniti | 25 settembre 2007 | Download digitale                      | Jive      |
| Australia   | 10 marzo 2008     | Download digitale                      | Sony BMG  |
| Regno Unito | 24 marzo 2008     | Download digitale                      |           |
| Regno Unito | 20 ottobre 2008   | Re-release                             |           |
| Germania    | Ottobre 2008      | CD singolo, Cd Maxi, download digitale | Sony BMG  |

## Tracce
- Singolo US

1. "Tattoo" (Main) - 3:53
2. "Tattoo" (Instrumental) - 3:52
3. "Tattoo" (Acappella) - 3:37
4. "Tattoo" (Acoustic) - 3:49

- Singolo Remix

1. "Tattoo" (Jason Nevins Extended Remix) - 7:12
2. "Tattoo" (Doug Grayson Remix) - 4:44
3. "Tattoo" (Future Presidents Remix) - 5:05
4. "Tattoo" (Future Presidents Dub) - 4:51
5. "Tattoo" (Tonal Remix) - 4:46

## Posizioni in classifica
| Classifica (2007/2008)                       | Posizione massima |
| -------------------------------------------- | ----------------- |
| U.S. Billboard Hot 100                       | 8                 |
| U.S. Billboard Pop 100                       | 6                 |
| U.S. Billboard Hot Adult Top 40 Tracks       | 12                |
| U.S. Billboard Hot Adult Contemporary Tracks | 12                |
| U.S. Billboard Mainstream Top 40             | 5                 |
| U.S. Billboard Pop 100 Airplay               | 5                 |
| U.S. Billboard Hot 100 Airplay               | 13                |
| Australian ARIA Singles Chart                | 5                 |
| UK Singles Chart                             | 50                |
| Canadian Hot 100                             | 3                 |
| Malta Airplay Chart                          | 27                |
| Portuguese Singles Chart                     | 34                |
| Singapore                                    | 1                 |
| Philippines Hot 100                          | 29                |
| Brazil Hot 100 Singles                       | 26                |